# كأس الكونكاكاف الذهبية 2017
الكونكاكاف الكأس الذهبية 2017 كانت النسخة 14 من الكونكاكاف الكأس الذهبية، البينالي الدولية للرجال لكرة القدم بأمريكا الشمالية, أمريكا الوسطى ومنطقة البحر الكاريبي البطولة التي نظمتها الكونكاكاف، شارك في البطولة 12 فريق قسموا على ثلاث مجموعات كل مجموعة تضم أربع فرق. البطولة لعبت بين تموز / يوليه 7-26, 2017 في الولايات المتحدة.
فاز منتخب الولايات المتحدة باللقب السادس بعد الفوز 2-1 على جامايكا في النهائي.
كما الفائزين في هذه البطولة، الولايات المتحدة ستلعب ضد الفائز بكأس الكونكاكاف الذهبية 2019 في مباراة فاصلة لتحديد المتأهل لكأس القارات 2021. إذا فازت الولايات المتحدة، ستتأهل تلقائيًا لكأس القارات.

## الفرق المتأهلة
ما مجموعه 12 فريقًا سيتأهل للبطولة. ثلاثة مقاعد خصصت لأمريكا الشمالية، أربعة لأمريكا الوسطى، أربعة لمنطقة البحر الكاريبي، وواحد للفائز في مباراة بين خامس ترتيب منطقة الكاريبي وخامس ترتيب منطقة أمريكا الوسطى.
| الفريق                                                                     | التصفيات               | الظهور (+ بطولة أبطال الكونكاكاف) | أفضل أداء سابق                                                            | تصنيف الفيفا           |
| منطقة أمريكا الشمالية ‏                                                     | منطقة أمريكا الشمالية ‏ | منطقة أمريكا الشمالية ‏            | منطقة أمريكا الشمالية ‏                                                    | منطقة أمريكا الشمالية ‏ |
| -------------------------------------------------------------------------- | ---------------------- | --------------------------------- | ------------------------------------------------------------------------- | ---------------------- |
| الولايات المتحدة                                                           | تلقائي                 | 14 (16)                           | البطل (1991، 2002، 2005، 2007، 2013) الوصيف (1989)                        | 35                     |
| المكسيك (حامل اللقب)                                                       | تلقائي                 | 14 (22)                           | البطل (1993، 1996، 1998، 2003، 2009، 2011، 2015) البطل (1965، 1971، 1977) | 16                     |
| كندا                                                                       | تلقائي                 | 13 (16)                           | البطل (2000) البطل (1985)                                                 | 100                    |
| أمريكا الوسطى تأهل عن طريق كأس أمريكا الوسطى 2017                          |                        |                                   |                                                                           |                        |
| [[ملف:\|23x15px\|border \|alt=\|link=]] هندوراس                            | الفائز                 | 13 (19)                           | الوصيف (1991) البطل (1981)                                                | 72                     |
| بنما                                                                       | الوصيف                 | 8 (9)                             | الوصيف (2005، 2013)                                                       | 52                     |
| السلفادور                                                                  | المركز الثالث          | 10 (16)                           | ربع النهائي (2002، 2003، 2011، 2013) الوصيف (1963، 1981)                  | 103                    |
| كوستاريكا                                                                  | المركز الرابع          | 13 (19)                           | الوصيف (2002) البطل (1963، 1969، 1989)                                    | 26                     |
| الكاريبي تأهل عن طريق كأس الكاريبي 2017                                    |                        |                                   |                                                                           |                        |
| كوراساو                                                                    | الفائز                 | 1 (5)1                            | أول مشاركة المركز الثالث (1963، 1969)                                     | 68                     |
| جامايكا                                                                    | الوصيف                 | 10 (12)                           | الوصيف (2015)                                                             | 76                     |
| غويانا الفرنسية                                                            | المركز الثالث          | 1 (1)                             | لايوجد                                                                    | N/A2                   |
| مارتينيك                                                                   | المركز الرابع          | 5 (5)                             | ربع النهائي (2002)                                                        | N/A2                   |
| الملحق الفائز من خامس ترتيب منطقة الكاريبي وخامس ترتيب منطقة أمريكا الوسطى |                        |                                   |                                                                           |                        |
| نيكاراغوا                                                                  | الملحق                 | 2 (4)                             | مرحلة المجموعات (2009) المركز السادس (1967)                               | 105                    |

جريئة إلى أن المقابل كان فريق استضافة الحدث.
1. كان هذا كوراساو أول ظهور منذ انحلال الأنتيل الهولندية ، كما المباشر خليفة (فيما يتعلق عضوية في جمعيات كرة القدم) ، وراثة السابق الأمة الفيفا عضوية تنافسية سجل.
2. غويانا الفرنسية و مارتينيك ليست من أعضاء الفيفا، لذلك لم يكن لديك تصنيف الفيفا.

## الملاعب
تم الإعلان عن الملاعب المستضيفة للمسابقة في 19 ديسمبر 2016. وتم الإعلان عن اختيار ملعب ليفاي لاحتضان المباراة النهائية في 1 فبراير 2017.
| أرلينغتون                                    | كليفلاند | دنفر | فريسكو | غلانديل                                         |
| -------------------------------------------- | --- | --- | --- | ----------------------------------------------- |
| ملعب دالاس كاوبويز                           | ملعب كليفلاند براونز | ملعب سبورتس أثورتي | ملعب تويوتا | ملعب ستيت فارم                                  |
| 32°44′52″N 97°5′34″W / 32.74778°N 97.09278°W | 41°30′22″N 81°41′58″W / 41.50611°N 81.69944°W | 39°44′38″N 105°1′12″W / 39.74389°N 105.02000°W | 33°9′16″N 96°50′7″W / 33.15444°N 96.83528°W | 33°31′39″N 112°15′45″W / 33.52750°N 112.26250°W |
| السعة: 100,000                               | السعة: 67,431 | السعة: 76,125 | السعة: 16,000 | السعة: 63,400                                   |
|                                              | | | |                                                 |
| هاريسون                                      | باسادينا كليفلاند (أوهايو) سانتا كلارا هاريسون تامبا دنفر أرلينغتون هيوستن فريسكو سان أنطونيو فيلادلفيا غلانديل سان دييغو ناشفيلكأس الكونكاكاف الذهبية 2017 (USA) ملعب مرحلة المجموعات ملعب ربع النهائي ملعب نصف النهائي ملعب النهائي | باسادينا كليفلاند (أوهايو) سانتا كلارا هاريسون تامبا دنفر أرلينغتون هيوستن فريسكو سان أنطونيو فيلادلفيا غلانديل سان دييغو ناشفيلكأس الكونكاكاف الذهبية 2017 (USA) ملعب مرحلة المجموعات ملعب ربع النهائي ملعب نصف النهائي ملعب النهائي | باسادينا كليفلاند (أوهايو) سانتا كلارا هاريسون تامبا دنفر أرلينغتون هيوستن فريسكو سان أنطونيو فيلادلفيا غلانديل سان دييغو ناشفيلكأس الكونكاكاف الذهبية 2017 (USA) ملعب مرحلة المجموعات ملعب ربع النهائي ملعب نصف النهائي ملعب النهائي | هيوستن                                          |
| ريد بل أرينا                                 | باسادينا كليفلاند (أوهايو) سانتا كلارا هاريسون تامبا دنفر أرلينغتون هيوستن فريسكو سان أنطونيو فيلادلفيا غلانديل سان دييغو ناشفيلكأس الكونكاكاف الذهبية 2017 (USA) ملعب مرحلة المجموعات ملعب ربع النهائي ملعب نصف النهائي ملعب النهائي | باسادينا كليفلاند (أوهايو) سانتا كلارا هاريسون تامبا دنفر أرلينغتون هيوستن فريسكو سان أنطونيو فيلادلفيا غلانديل سان دييغو ناشفيلكأس الكونكاكاف الذهبية 2017 (USA) ملعب مرحلة المجموعات ملعب ربع النهائي ملعب نصف النهائي ملعب النهائي | باسادينا كليفلاند (أوهايو) سانتا كلارا هاريسون تامبا دنفر أرلينغتون هيوستن فريسكو سان أنطونيو فيلادلفيا غلانديل سان دييغو ناشفيلكأس الكونكاكاف الذهبية 2017 (USA) ملعب مرحلة المجموعات ملعب ربع النهائي ملعب نصف النهائي ملعب النهائي | ملعب بي في أي                                   |
| 40°44′12″N 74°9′1″W / 40.73667°N 74.15028°W  | باسادينا كليفلاند (أوهايو) سانتا كلارا هاريسون تامبا دنفر أرلينغتون هيوستن فريسكو سان أنطونيو فيلادلفيا غلانديل سان دييغو ناشفيلكأس الكونكاكاف الذهبية 2017 (USA) ملعب مرحلة المجموعات ملعب ربع النهائي ملعب نصف النهائي ملعب النهائي | باسادينا كليفلاند (أوهايو) سانتا كلارا هاريسون تامبا دنفر أرلينغتون هيوستن فريسكو سان أنطونيو فيلادلفيا غلانديل سان دييغو ناشفيلكأس الكونكاكاف الذهبية 2017 (USA) ملعب مرحلة المجموعات ملعب ربع النهائي ملعب نصف النهائي ملعب النهائي | باسادينا كليفلاند (أوهايو) سانتا كلارا هاريسون تامبا دنفر أرلينغتون هيوستن فريسكو سان أنطونيو فيلادلفيا غلانديل سان دييغو ناشفيلكأس الكونكاكاف الذهبية 2017 (USA) ملعب مرحلة المجموعات ملعب ربع النهائي ملعب نصف النهائي ملعب النهائي | 29°45′8″N 95°21′9″W / 29.75222°N 95.35250°W     |
| السعة: 25,000                                | باسادينا كليفلاند (أوهايو) سانتا كلارا هاريسون تامبا دنفر أرلينغتون هيوستن فريسكو سان أنطونيو فيلادلفيا غلانديل سان دييغو ناشفيلكأس الكونكاكاف الذهبية 2017 (USA) ملعب مرحلة المجموعات ملعب ربع النهائي ملعب نصف النهائي ملعب النهائي | باسادينا كليفلاند (أوهايو) سانتا كلارا هاريسون تامبا دنفر أرلينغتون هيوستن فريسكو سان أنطونيو فيلادلفيا غلانديل سان دييغو ناشفيلكأس الكونكاكاف الذهبية 2017 (USA) ملعب مرحلة المجموعات ملعب ربع النهائي ملعب نصف النهائي ملعب النهائي | باسادينا كليفلاند (أوهايو) سانتا كلارا هاريسون تامبا دنفر أرلينغتون هيوستن فريسكو سان أنطونيو فيلادلفيا غلانديل سان دييغو ناشفيلكأس الكونكاكاف الذهبية 2017 (USA) ملعب مرحلة المجموعات ملعب ربع النهائي ملعب نصف النهائي ملعب النهائي | السعة: 22,000                                   |
|                                              | باسادينا كليفلاند (أوهايو) سانتا كلارا هاريسون تامبا دنفر أرلينغتون هيوستن فريسكو سان أنطونيو فيلادلفيا غلانديل سان دييغو ناشفيلكأس الكونكاكاف الذهبية 2017 (USA) ملعب مرحلة المجموعات ملعب ربع النهائي ملعب نصف النهائي ملعب النهائي | باسادينا كليفلاند (أوهايو) سانتا كلارا هاريسون تامبا دنفر أرلينغتون هيوستن فريسكو سان أنطونيو فيلادلفيا غلانديل سان دييغو ناشفيلكأس الكونكاكاف الذهبية 2017 (USA) ملعب مرحلة المجموعات ملعب ربع النهائي ملعب نصف النهائي ملعب النهائي | باسادينا كليفلاند (أوهايو) سانتا كلارا هاريسون تامبا دنفر أرلينغتون هيوستن فريسكو سان أنطونيو فيلادلفيا غلانديل سان دييغو ناشفيلكأس الكونكاكاف الذهبية 2017 (USA) ملعب مرحلة المجموعات ملعب ربع النهائي ملعب نصف النهائي ملعب النهائي |                                                 |
| ناشفيل                                       | باسادينا كليفلاند (أوهايو) سانتا كلارا هاريسون تامبا دنفر أرلينغتون هيوستن فريسكو سان أنطونيو فيلادلفيا غلانديل سان دييغو ناشفيلكأس الكونكاكاف الذهبية 2017 (USA) ملعب مرحلة المجموعات ملعب ربع النهائي ملعب نصف النهائي ملعب النهائي | باسادينا كليفلاند (أوهايو) سانتا كلارا هاريسون تامبا دنفر أرلينغتون هيوستن فريسكو سان أنطونيو فيلادلفيا غلانديل سان دييغو ناشفيلكأس الكونكاكاف الذهبية 2017 (USA) ملعب مرحلة المجموعات ملعب ربع النهائي ملعب نصف النهائي ملعب النهائي | باسادينا كليفلاند (أوهايو) سانتا كلارا هاريسون تامبا دنفر أرلينغتون هيوستن فريسكو سان أنطونيو فيلادلفيا غلانديل سان دييغو ناشفيلكأس الكونكاكاف الذهبية 2017 (USA) ملعب مرحلة المجموعات ملعب ربع النهائي ملعب نصف النهائي ملعب النهائي | باسادينا                                        |
| ملعب نيسان                                   | باسادينا كليفلاند (أوهايو) سانتا كلارا هاريسون تامبا دنفر أرلينغتون هيوستن فريسكو سان أنطونيو فيلادلفيا غلانديل سان دييغو ناشفيلكأس الكونكاكاف الذهبية 2017 (USA) ملعب مرحلة المجموعات ملعب ربع النهائي ملعب نصف النهائي ملعب النهائي | باسادينا كليفلاند (أوهايو) سانتا كلارا هاريسون تامبا دنفر أرلينغتون هيوستن فريسكو سان أنطونيو فيلادلفيا غلانديل سان دييغو ناشفيلكأس الكونكاكاف الذهبية 2017 (USA) ملعب مرحلة المجموعات ملعب ربع النهائي ملعب نصف النهائي ملعب النهائي | باسادينا كليفلاند (أوهايو) سانتا كلارا هاريسون تامبا دنفر أرلينغتون هيوستن فريسكو سان أنطونيو فيلادلفيا غلانديل سان دييغو ناشفيلكأس الكونكاكاف الذهبية 2017 (USA) ملعب مرحلة المجموعات ملعب ربع النهائي ملعب نصف النهائي ملعب النهائي | روز بول                                         |
| 36°9′59″N 86°46′17″W / 36.16639°N 86.77139°W | باسادينا كليفلاند (أوهايو) سانتا كلارا هاريسون تامبا دنفر أرلينغتون هيوستن فريسكو سان أنطونيو فيلادلفيا غلانديل سان دييغو ناشفيلكأس الكونكاكاف الذهبية 2017 (USA) ملعب مرحلة المجموعات ملعب ربع النهائي ملعب نصف النهائي ملعب النهائي | باسادينا كليفلاند (أوهايو) سانتا كلارا هاريسون تامبا دنفر أرلينغتون هيوستن فريسكو سان أنطونيو فيلادلفيا غلانديل سان دييغو ناشفيلكأس الكونكاكاف الذهبية 2017 (USA) ملعب مرحلة المجموعات ملعب ربع النهائي ملعب نصف النهائي ملعب النهائي | باسادينا كليفلاند (أوهايو) سانتا كلارا هاريسون تامبا دنفر أرلينغتون هيوستن فريسكو سان أنطونيو فيلادلفيا غلانديل سان دييغو ناشفيلكأس الكونكاكاف الذهبية 2017 (USA) ملعب مرحلة المجموعات ملعب ربع النهائي ملعب نصف النهائي ملعب النهائي | 34°9′41″N 118°10′3″W / 34.16139°N 118.16750°W   |
| السعة: 69,000                                | باسادينا كليفلاند (أوهايو) سانتا كلارا هاريسون تامبا دنفر أرلينغتون هيوستن فريسكو سان أنطونيو فيلادلفيا غلانديل سان دييغو ناشفيلكأس الكونكاكاف الذهبية 2017 (USA) ملعب مرحلة المجموعات ملعب ربع النهائي ملعب نصف النهائي ملعب النهائي | باسادينا كليفلاند (أوهايو) سانتا كلارا هاريسون تامبا دنفر أرلينغتون هيوستن فريسكو سان أنطونيو فيلادلفيا غلانديل سان دييغو ناشفيلكأس الكونكاكاف الذهبية 2017 (USA) ملعب مرحلة المجموعات ملعب ربع النهائي ملعب نصف النهائي ملعب النهائي | باسادينا كليفلاند (أوهايو) سانتا كلارا هاريسون تامبا دنفر أرلينغتون هيوستن فريسكو سان أنطونيو فيلادلفيا غلانديل سان دييغو ناشفيلكأس الكونكاكاف الذهبية 2017 (USA) ملعب مرحلة المجموعات ملعب ربع النهائي ملعب نصف النهائي ملعب النهائي | السعة: 90,000                                   |
|                                              | باسادينا كليفلاند (أوهايو) سانتا كلارا هاريسون تامبا دنفر أرلينغتون هيوستن فريسكو سان أنطونيو فيلادلفيا غلانديل سان دييغو ناشفيلكأس الكونكاكاف الذهبية 2017 (USA) ملعب مرحلة المجموعات ملعب ربع النهائي ملعب نصف النهائي ملعب النهائي | باسادينا كليفلاند (أوهايو) سانتا كلارا هاريسون تامبا دنفر أرلينغتون هيوستن فريسكو سان أنطونيو فيلادلفيا غلانديل سان دييغو ناشفيلكأس الكونكاكاف الذهبية 2017 (USA) ملعب مرحلة المجموعات ملعب ربع النهائي ملعب نصف النهائي ملعب النهائي | باسادينا كليفلاند (أوهايو) سانتا كلارا هاريسون تامبا دنفر أرلينغتون هيوستن فريسكو سان أنطونيو فيلادلفيا غلانديل سان دييغو ناشفيلكأس الكونكاكاف الذهبية 2017 (USA) ملعب مرحلة المجموعات ملعب ربع النهائي ملعب نصف النهائي ملعب النهائي |                                                 |
| فيلادلفيا                                    | سان أنطونيو | سان دييغو | سانتا كلارا | تامبا                                           |
| ملعب لينكون فاينانشال فيلد                   | ملعب ألامودومي | ملعب كوالكوم | ملعب ليفاي | ملعب ريموند جيمس                                |
| 39°54′3″N 75°10′3″W / 39.90083°N 75.16750°W  | 29°25′1″N 98°28′44″W / 29.41694°N 98.47889°W | 32°46′59″N 117°7′10″W / 32.78306°N 117.11944°W | 37°24′11″N 121°58′12″W / 37.40306°N 121.97000°W | 27°58′33″N 82°30′12″W / 27.97583°N 82.50333°W   |
| السعة: 69,596                                | السعة: 65,000 | السعة: 70,561 | السعة: 68,500 | السعة: 65,890                                   |
|                                              | | | |                                                 |

ملاحظات
1. 1 2 3 4  كانت هذه هي المرة الأولى التي يستضيف فيها الملعب مباراة كأس الكونكاكاف الذهبية.

## القرعة
تم الإعلان عن الولايات المتحدة والمكسيك كفريقين مصنفين في المجموعتين الثانية والثالثة على التوالي في 19 ديسمبر 2016. تم الإعلان عن هندوراس، الفائزة بلقب كوبا سنترو أمريكانا 2017، على أنها الفريق المصنف في المجموعة الأولى في 14 فبراير 2017.
تم الكشف عن المجموعات وجدول المباريات في 7 مارس 2017، الساعة 10:00 م م ه (ت ع م-08:00), في ملعب ليفاي في سانتا كلارا، كاليفورنيا. في وقت الإعلان، كان 11 من أصل 12 فريقًا مؤهلًا معروفًا، مع عدم معرفة هوية الفائزين في مباراة CFU-UNCAF الفاصلة بعد.
| كأس الكونكاكاف الذهبية 2017 |
| كأس الكونكاكاف الذهبية 2017 |
| كأس الكونكاكاف الذهبية 2017 |

## التشكيلات
طلب من الفرق الوطنية ال 12 المشاركة في البطولة تسجيل فريق من 23 لاعبًا.
تم تقديم قائمة مؤقتة من 40 لاعبًا لكل منتخب وطني تأهل للكونكاكاف. بحلول 2 يونيو 2017. تم تقديم القائمة النهائية المكونة من 23 لاعبًا. ثلاثة لاعبين لكل منتخب وطني يجب أن يكونوا حراس مرمى.
تمكنت الفرق الوطنية التي وصلت إلى الدور ربع النهائي من تبديل ما يصل إلى ستة لاعبين في التشكيلة النهائية مع ستة لاعبين من القائمة المؤقتة في غضون 24 ساعة من مباراتهم النهائية في مرحلة المجموعات.

## حكام المباريات
تم الإعلان عن قائمة حكام المباريات في 23 يونيو 2017، وتضمنت القائمة 17 حكمًا و25 حكم مساعد.
الحكام
- درو فيشر
- ريكاردو مونتيرو
- يادل مارتينيز
- والتر لوبيز
- [[ملف:|23x15px|border |alt=هندوراس|link=منتخب هندوراس لكرة القدم]] ملفين ماتاموروس
- [[ملف:|23x15px|border |alt=هندوراس|link=منتخب هندوراس لكرة القدم]] أوسكار مونكادا
- [[ملف:|23x15px|border |alt=هندوراس|link=منتخب هندوراس لكرة القدم]] هيكتور رودريغيز
- روبرتو غارسيا أوروزكو
- فيرناندو غيريرو
- سيزار أرتورو راموس
- جون بيتي
- كيمبل وارد
- جويل أغويلار
- مارك غايغر
- خاير ماروفو
- أرماندو فياريال

الحكام المساعدين
- كارلوس فرنانديز
- خوان كارلوس مورا
- هيرمينريتو ليا
- جيرسون لوبيز
- [[ملف:|23x15px|border |alt=هندوراس|link=منتخب هندوراس لكرة القدم]] ميلفين كروز
- [[ملف:|23x15px|border |alt=هندوراس|link=منتخب هندوراس لكرة القدم]] كريستيان راميريز
- [[ملف:|23x15px|border |alt=هندوراس|link=منتخب هندوراس لكرة القدم]] خيسوس تابورا
- خوسيه لويس كامارغو
- ميغيل هيرنانديز
- ألبرتو مورين
- ماركوس كوينتيرو
- مارفن تورنتيرا
- رونالد برونا
- غابرييل فيكتوريا
- دانيال ويليامسون
- غرايم براون
- جيونفاني غارسيا
- وليام توريس
- خوان فرانسيسكو زومبا
- جوزيف برتراند
- أينسلي روشارد
- فرانك أندرسون
- تشارلز مورغانتي
- كوري روكويل

## مرحلة المجموعات

### المجموعة أ
| م | الفريق                                          | لعب | ف | ت | خ | أ.له | أ.ع | أ.ف | نقاط | التأهل                      |
| - | ----------------------------------------------- | --- | - | - | - | ---- | --- | --- | ---- | --------------------------- |
| 1 | كوستاريكا                                       | 3   | 2 | 1 | 0 | 5    | 1   | +4  | 7    | تأهل إلى مرحلة خروج المغلوب |
| 2 | كندا                                            | 3   | 1 | 2 | 0 | 5    | 3   | +2  | 5    | تأهل إلى مرحلة خروج المغلوب |
| 3 | [[ملف:\|23x15px\|border \|alt=\|link=]] هندوراس | 3   | 1 | 1 | 1 | 3    | 1   | +2  | 4    | تأهل إلى مرحلة خروج المغلوب |
| 4 | غويانا الفرنسية                                 | 3   | 0 | 0 | 3 | 2    | 10  | −8  | 0    |                             |

| غويانا الفرنسية            | 2–4   | كندا                                            |
| -------------------------- | ----- | ----------------------------------------------- |
| - كينتاوت 69' - بريفات 71' | تقرير | - دجاكوفيتش 28' - أرفيلد 45+2' - ديفيس 60'، 85' |

| هندوراس [[ملف:\|23x15px\|border \|alt=\|link=]] | 0–1   | كوستاريكا   |
| ----------------------------------------------- | ----- | ----------- |
|                                                 | تقرير | أورينيا 39' |

| كوستاريكا | 1–1   | كندا      |
| --------- | ----- | --------- |
| كالفو 42' | تقرير | ديفيس 26' |

| هندوراس [[ملف:\|23x15px\|border \|alt=\|link=]] | 3–0 مُنحت | غويانا الفرنسية |
| ----------------------------------------------- | -------- | --------------- |
|                                                 | تقرير    |                 |

| كوستاريكا                               | 3–0   | غويانا الفرنسية |
| --------------------------------------- | ----- | --------------- |
| - رودريغيز 4' - والاس 79' - راميريز 83' | تقرير |                 |

| كندا | 0–0   | [[ملف:\|23x15px\|border \|alt=\|link=]] هندوراس |
| ---- | ----- | ----------------------------------------------- |
|      | تقرير |                                                 |

### المجموعة ب
| م | الفريق               | لعب | ف | ت | خ | أ.له | أ.ع | أ.ف | نقاط | التأهل                      |
| - | -------------------- | --- | - | - | - | ---- | --- | --- | ---- | --------------------------- |
| 1 | الولايات المتحدة (H) | 3   | 2 | 1 | 0 | 7    | 3   | +4  | 7    | تأهل إلى مرحلة خروج المغلوب |
| 2 | بنما                 | 3   | 2 | 1 | 0 | 6    | 2   | +4  | 7    | تأهل إلى مرحلة خروج المغلوب |
| 3 | مارتينيك             | 3   | 1 | 0 | 2 | 4    | 6   | −2  | 3    |                             |
| 4 | نيكاراغوا            | 3   | 0 | 0 | 3 | 1    | 7   | −6  | 0    |                             |

| الولايات المتحدة | 1–1   | بنما        |
| ---------------- | ----- | ----------- |
| دوير 50'         | تقرير | كامارجو 60' |

| مارتينيك                    | 2–0   | نيكاراغوا |
| --------------------------- | ----- | --------- |
| - بارسيمين 35' - لانجيل 66' | تقرير |           |

| بنما                   | 2–1   | نيكاراغوا   |
| ---------------------- | ----- | ----------- |
| - دياز 50' - توريس 57' | تقرير | شافاريا 49' |

| الولايات المتحدة                   | 3–2   | مارتينيك          |
| ---------------------------------- | ----- | ----------------- |
| - ع. غونزاليس 54' - موريس 64'، 76' | تقرير | بارسيمين 66'، 74' |

| بنما                                 | 3–0   | مارتينيك |
| ------------------------------------ | ----- | -------- |
| - موريلو 44' - ارويو 60' - توريس 67' | تقرير |          |

| نيكاراغوا | 0–3   | الولايات المتحدة                     |
| --------- | ----- | ------------------------------------ |
|           | تقرير | - كورونا 36' - رووي 56' - مايزجا 88' |

### المجموعة ج
| م | الفريق    | لعب | ف | ت | خ | أ.له | أ.ع | أ.ف | نقاط | التأهل                      |
| - | --------- | --- | - | - | - | ---- | --- | --- | ---- | --------------------------- |
| 1 | المكسيك   | 3   | 2 | 1 | 0 | 5    | 1   | +4  | 7    | تأهل إلى مرحلة خروج المغلوب |
| 2 | جامايكا   | 3   | 1 | 2 | 0 | 3    | 1   | +2  | 5    | تأهل إلى مرحلة خروج المغلوب |
| 3 | السلفادور | 3   | 1 | 1 | 1 | 4    | 4   | 0   | 4    | تأهل إلى مرحلة خروج المغلوب |
| 4 | كوراساو   | 3   | 0 | 0 | 3 | 0    | 6   | −6  | 0    |                             |

| كوراساو | 0–2   | جامايكا                   |
| ------- | ----- | ------------------------- |
|         | تقرير | - وليامز 58' - ماتوكس 73' |

| المكسيك                                   | 3–1   | السلفادور   |
| ----------------------------------------- | ----- | ----------- |
| - مارين 8' - خ. هرنانديز 29' - بينيدا 55' | تقرير | بونيللا 10' |

| السلفادور                | 2–0   | كوراساو |
| ------------------------ | ----- | ------- |
| - مايين 21' - زيلايا 24' | تقرير |         |

| المكسيك | 0–0   | جامايكا |
| ------- | ----- | ------- |
|         | تقرير |         |

| جامايكا            | 1–1   | السلفادور   |
| ------------------ | ----- | ----------- |
| ماتوكس 64' (ركلة.) | تقرير | بونيللا 15' |

| كوراساو | 0–2   | المكسيك                         |
| ------- | ----- | ------------------------------- |
|         | تقرير | - سيبولفيدا 22' - ألفاريز 90+1' |

### ترتيب المنتخبات صاحبة المركز الثالث
| م | مج | الفريق                                          | لعب | ف | ت | خ | أ.له | أ.ع | أ.ف | نقاط | التأهل                      |
| - | -- | ----------------------------------------------- | --- | - | - | - | ---- | --- | --- | ---- | --------------------------- |
| 1 | أ  | [[ملف:\|23x15px\|border \|alt=\|link=]] هندوراس | 3   | 1 | 1 | 1 | 3    | 1   | +2  | 4    | تأهل إلى مرحلة خروج المغلوب |
| 2 | ج  | السلفادور                                       | 3   | 1 | 1 | 1 | 4    | 4   | 0   | 4    | تأهل إلى مرحلة خروج المغلوب |
| 3 | ب  | مارتينيك                                        | 3   | 1 | 0 | 2 | 4    | 6   | −2  | 3    |                             |

## مرحلة خروج المغلوب
|  | ربع النهائي                                     | ربع النهائي         |                        |   | نصف النهائي | نصف النهائي |  |  | النهائي | النهائي |
|  |                                                 |                     |                        |   |             |             |  |  |         |         |
|  | يوليو 19 – فيلادلفيا                            |                     |                        |   |             |             |  |  |         |         |
|  |                                                 |                     |                        |   |             |             |  |  |         |         |
|  | كوستاريكا                                       | 1                   |                        |   |             |             |  |  |         |         |
|  | كوستاريكا                                       | 1                   | يوليو 22 – أرلينغتون   |   |             |             |  |  |         |         |
|  | بنما                                            | 0                   |                        |   |             |             |  |  |         |         |
|  | بنما                                            | 0                   | كوستاريكا              | 0 |             |             |  |  |         |         |
|  | يوليو 19 – فيلادلفيا                            |                     | كوستاريكا              | 0 |             |             |  |  |         |         |
|  |                                                 | الولايات المتحدة    | 2                      |   |             |             |  |  |         |         |
|  | الولايات المتحدة                                | الولايات المتحدة    | 2                      | 2 |             |             |  |  |         |         |
|  | الولايات المتحدة                                |                     | يوليو 26 – سانتا كلارا | 2 |             |             |  |  |         |         |
|  | السلفادور                                       | 0                   |                        |   |             |             |  |  |         |         |
|  | السلفادور                                       | 0                   | الولايات المتحدة       | 2 |             |             |  |  |         |         |
|  | يوليو 20 – غلينديل                              |                     | الولايات المتحدة       | 2 |             |             |  |  |         |         |
|  |                                                 | جامايكا             | 1                      |   |             |             |  |  |         |         |
|  | المكسيك                                         | جامايكا             | 1                      | 1 |             |             |  |  |         |         |
|  | المكسيك                                         | يوليو 23 – باسادينا |                        | 1 |             |             |  |  |         |         |
|  | [[ملف:\|23x15px\|border \|alt=\|link=]] هندوراس | 0                   |                        |   |             |             |  |  |         |         |
|  | [[ملف:\|23x15px\|border \|alt=\|link=]] هندوراس | 0                   | المكسيك                | 0 |             |             |  |  |         |         |
|  | يوليو 20 – غلينديل                              |                     | المكسيك                | 0 |             |             |  |  |         |         |
|  |                                                 | جامايكا             | 1                      |   |             |             |  |  |         |         |
|  | جامايكا                                         | جامايكا             | 1                      | 2 |             |             |  |  |         |         |
|  | جامايكا                                         |                     |                        | 2 |             |             |  |  |         |         |
|  | كندا                                            | 1                   |                        |   |             |             |  |  |         |         |
|  | كندا                                            | 1                   |                        |   |             |             |  |  |         |         |

### ربع النهائي
| كوستاريكا       | 1–0   | بنما |
| --------------- | ----- | ---- |
| غودوي 77' (ضد.) | تقرير |      |

| الولايات المتحدة                 | 2–0   | السلفادور |
| -------------------------------- | ----- | --------- |
| - ع. غونزاليس 41' - ليتشاي 45+2' | تقرير |           |

| جامايكا                   | 2–1   | كندا       |
| ------------------------- | ----- | ---------- |
| - فرانسيس 6' - وليامز 50' | تقرير | هويليت 61' |

| المكسيك   | 1–0   | [[ملف:\|23x15px\|border \|alt=\|link=]] هندوراس |
| --------- | ----- | ----------------------------------------------- |
| بيزارو 4' | تقرير |                                                 |

### نصف النهائي
| كوستاريكا | 0–2   | الولايات المتحدة           |
| --------- | ----- | -------------------------- |
|           | تقرير | - ألتيدور 72' - ديمبسي 82' |

| المكسيك | 0–1   | جامايكا   |
| ------- | ----- | --------- |
|         | تقرير | لورنس 88' |

### النهائي
| الولايات المتحدة          | 2–1   | جامايكا    |
| ------------------------- | ----- | ---------- |
| - ألتيدور 45' - موريس 88' | تقرير | واتسون 50' |